# Kybos butleri
Kybos butleri är en insektsart som först beskrevs av Edwards 1908.  Kybos butleri ingår i släktet Kybos och familjen dvärgstritar. Arten är reproducerande i Sverige. Inga underarter finns listade i Catalogue of Life.